# Phallus (geslacht)
Phallus is een geslacht van schimmels uit de familie Phallaceae. De typesoort is Phallus impudicus.

## Soorten
Volgens Index Fungorum telt het geslacht 48 soorten (peildatum september 2023): 
| Soortnaam                           | Auteur(s)                                               | Publicatiejaar |
| ----------------------------------- | ------------------------------------------------------- | -------------- |
| Phallus amurensis                   | (Jacz.) Pilát                                           | 1958           |
| Phallus atrovolvatus                | Kreisel & Calonge                                       | 2005           |
| Phallus aureolatus                  | Trierv.-Pereira & De Meijer                             | 2017           |
| Phallus caliendricus                | Dring                                                   | 1967           |
| Phallus calongei                    | G. Moreno & Khalid                                      | 2009           |
| Phallus chiangmaiensis              | U. Pinruan, S. Sommai & P. Khamsuntorn                  | 2021           |
| Phallus cinnabarinus                | (W.S. Lee) Kreisel                                      | 1996           |
| Phallus coronatus                   | Rebriev                                                 | 2014           |
| Phallus cremeo-ochraceus            | T. Li, T.H. Li & W.Q. Deng                              | 2021           |
| Phallus curtus                      | Berk.                                                   | 1845           |
| Phallus denigricans                 | T.S. Cabral, B.D.B. Silva & Baseia                      | 2019           |
| Phallus dongsun                     | T.H. Li, T. Li, Chun Y. Deng, W.Q. Deng & Zhu L. Yang   | 2020           |
| Phallus drewesii                    | Desjardin & B.A. Perry                                  | 2009           |
| Phallus echinovolvatus              | (M. Zang, D.R. Zheng & Z.X. Hu) Kreisel                 | 1996           |
| Phallus flavidus                    | Kreisel & Hauskn.                                       | 2009           |
| Phallus flavocostatus               | Kreisel                                                 | 1996           |
| Phallus fluminensis                 | G.S. Medeiros, A.C.M. Rodrigues, R.H.S.F. Cruz & Baseia | 2017           |
| Phallus formosanus                  | Kobayasi                                                | 1938           |
| Phallus fragrans                    | M. Zang                                                 | 1985           |
| Phallus fuscoechinovolvatus         | T.H. Li, B. Song & T. Li                                | 2018           |
| Phallus glutinolens                 | (Möller) Kuntze                                         | 1898           |
| Phallus granulosodenticulatus       | B. Braun bis                                            | 1832           |
| Phallus hadriani (Duinstinkzwam)    | Vent.                                                   | 1798           |
| Phallus haitangensis                | H. Li Li, P.E. Mortimer, J.C. Xu & K.D. Hyde            | 2016           |
| Phallus impudicus (Grote stinkzwam) | L.                                                      | 1753           |
| Phallus indusiatus                  | Vent.                                                   | 1798           |
| Phallus lutescens                   | T.H. Li, T. Li & W.Q. Deng                              | 2020           |
| Phallus luteus                      | (Liou & L. Hwang) T. Kasuya                             | 2009           |
| Phallus macrosporus                 | B. Liu, Z.Y. Li & Du                                    | 1980           |
| Phallus maderensis                  | Calonge                                                 | 2008           |
| Phallus megacephalus                | M. Zang                                                 | 1995           |
| Phallus mengsongensis               | H. Li Li, L. Ye, P.E. Mortimer, J.C. Xu & K.D. Hyde     | 2014           |
| Phallus minusculus                  | Kreisel & Calonge                                       | 2002           |
| Phallus nanchangensis               | Z.Z. He                                                 | 1989           |
| Phallus papuasius                   | (Kalchbr.) Kalchbr.                                     | 1880           |
| Phallus purpurascens                | T.S. Cabral, B.D.B. Silva & Baseia                      | 2019           |
| Phallus pygmaeus                    | Baseia                                                  | 2003           |
| Phallus ravenelii                   | Berk. & M.A. Curtis                                     | 1873           |
| Phallus retusus                     | (Kalchbr.) Lloyd                                        | 1907           |
| Phallus rigidiindusiatus            | T. Li, T.H. Li & W.Q. Deng                              | 2021           |
| Phallus rubicundus                  | (Bosc) Fr.                                              | 1823           |
| Phallus rubrovolvatus               | (M. Zang, D.G. Ji & X.X. Liu) Kreisel                   | 1996           |
| Phallus rugulosus                   | (E. Fisch.) Lloyd                                       | 1908           |
| Phallus serratus                    | H. Li Li, L. Ye, P.E. Mortimer, J.C. Xu & K.D. Hyde     | 2014           |
| Phallus squamulosus                 | T.S. Cabral, B.D.B. Silva & Baseia                      | 2019           |
| Phallus taipeiensis                 | B. Liu & Y.S. Bau                                       | 1984           |
| Phallus tenuissimus                 | T.H. Li, W.Q. Deng & B. Liu                             | 2005           |
| Phallus ultraduplicatus             | X.D. Yu, W. Lv, S.X. Lv, Xu H. Chen & Qin Wang          | 2015           |